# Carles Rexach
Carles Rexach i Cerdà (Barcelona, 13 de janeiro de 1947), também referido como Charly Rexach, é um ex-futebolista e técnico espanhol. Passou grande parte de sua carreira no FC Barcelona.
Rexach entrou para o clube como jogador júnior aos 12 anos. Jogos pelo clube por 22 anos e depois atuou em outros cargos no clube por mais 22 anos. Rexach formou uma parceria bem-sucedida com Johan Cruyff, tanto dentro quanto fora de campo. Como jogador, ajudou o FC Barcelona a vencer a Liga em 1974, a primeira vitória do clube em 14 anos.
Também serviu como assistente técnico de Cruyff durante a era Dream Team, entre 1988 e 1996. Foi ainda técnico interino do clube em três ocasiões antes de ser nomeado técnico em 2001.

## Carreira
Rexach fez sua estreia na equipe principal do FC Barcelona em 1965, em uma partida pela Copa do Generalísimo contra o Racing de Santander, marcando o quarto gol na vitória por 4 a 0. Entre 1965 e 1967, ele também jogou pelo CD Condal, o time reserva. Em 1971, compartilhou o Troféu Pichichi com José Eulogio Gárate, que jogava no Atlético de Madrid, quando marcou 17 gols em 29 partidas.
Dentre outros destaques da sua carreira, incluem-se: um hat-trick no Camp Nou em 1974 na Liga dos Campeões contra o Feyenoord. Os três gols foram de jogadas criadas por Johan Cruyff. Na final da Copa do Rei de 1978, foi escolhido como o melhor jogador quando o FC Barcelona venceu o UD Las Palmas. Rexach marcou duas vezes na vitória por 3 a 1. Ele também marcou na final da Taça dos Clubes Vencedores de Taças de 1979 contra Fortuna Düsseldorf. Aposentou-se como jogador em 1981.
Rexach também fez 15 aparições e marcou 2 gols pela Espanha entre 1969 e 1978 e foi membro da equipe que disputou a Copa do Mudo FIFA de 1978.

### Gols internacionais
| #  | Data                   | Local                                    | Adversário       | Gol | Placar | Competição                |
| -- | ---------------------- | ---------------------------------------- | ---------------- | --- | ------ | ------------------------- |
| 1. | 11 de novembro de 1970 | Ramón Sánchez Pizjuán, Sevilha, Espanha  | Irlanda do Norte | 1–0 | 3–0    | Qualificação da Euro 1972 |
| 2. | 30 de maio de 1971     | Estádio Lujniki, Moscou, União Soviética | União Soviética  | 2–1 | 2–1    | Qualificação da Euro 1972 |

## Como treinador
Após aposentar-se como jogador, Rexach aderiu ao quadro técnico do FC Barcelona B. Em 1984, co-fundou uma escola de futebol, Escuela TARR, com os ex-companheiros futebolistas Antoni Torres, Juan Manuel Asensi e Joaquim Rifé. Rexach atuou como auxiliar técnico de Luis Aragonés durante a temporada 1987–88 e tornou-se brevemente técnico interino quando Aragonés afastou-se. Quando Johan Cruyff foi nomeado sucessor de Aragonés, Rexach permaneceu como técnico auxiliar.
Quando Cruyff, fumante inveterado, precisou de uma cirurgia de coração durante a temporada 1990–91, Rexach mais uma vez voltou ao comando. Ficou no comando da equipe de fevereiro de 1991 até o fim da temporada e liderou o FC Barcelona ao título da Liga. Permaneceu como assistente de Cruyff pela era Dream Team e depois que Josep Lluís Nuñez demitiu Cruyff em 1996, Rexach virou técnico novamente. A decisão controversa alegadamente custou-lhe a amizade com Cruyff. Com Bobby Robson no comando, trabalhou como olheiro, quando avistou um jogador chamado Lionel Messi, porém em 1998, foi para o Japão e passou uma semana como treinador do Yokohama Flügels. Rexach foi aderido ao clube por Julio Salinas e Andoni Goikoetxea.

## Títulos

### Jogador
Barcelona
- Taça dos Clubes Vencedores de Taças: 1978–79
- Taça das Cidades com Feiras: 1965–66, 1971
- Liga Espanhola: 1973–74
- Copa da Espanha: 1967–68, 1970–71, 1977–78, 1980–81

## Premiações individuais
- Troféu Pichichi: 1970–71

## Estatísticas
| Clube     | Temporada | Liga Espanhola | Liga Espanhola | Copa do Generalíssimo | Copa do Generalíssimo | Campeonatos Europeus | Campeonatos Europeus | Total | Total |
| Clube     | Temporada | Jogos          | Gols           | Jogos                 | Gols                  | Jogos                | Gols                 | Jogos | Gols  |
| --------- | --------- | -------------- | -------------- | --------------------- | --------------------- | -------------------- | -------------------- | ----- | ----- |
| Barcelona | 1964–65   | 0              | 0              | 2                     | 1                     | 0                    | 0                    | 2     | 1     |
| Barcelona | 1965–66   | 0              | 0              | 3                     | 1                     | 0                    | 0                    | 3     | 1     |
| Barcelona | 1966–67   | 0              | 0              | 0                     | 0                     | 0                    | 0                    | 0     | 0     |
| Barcelona | 1967–68   | 22             | 6              | 2                     | 1                     | 1                    | 0                    | 25    | 7     |
| Barcelona | 1968–69   | 14             | 2              | 2                     | 1                     | 5                    | 1                    | 21    | 4     |
| Barcelona | 1969–70   | 26             | 7              | 6                     | 1                     | 5                    | 2                    | 37    | 10    |
| Barcelona | 1970–71   | 29             | 17             | 9                     | 3                     | 4                    | 2                    | 42    | 22    |
| Barcelona | 1971–72   | 26             | 5              | 4                     | 1                     | 5                    | 0                    | 35    | 5     |
| Barcelona | 1972–73   | 28             | 7              | 3                     | 0                     | 2                    | 0                    | 33    | 7     |
| Barcelona | 1973–74   | 28             | 9              | 7                     | 1                     | 0                    | 0                    | 35    | 10    |
| Barcelona | 1974–75   | 31             | 6              | 1                     | 0                     | 7                    | 4                    | 39    | 10    |
| Barcelona | 1975–76   | 32             | 6              | 6                     | 2                     | 8                    | 5                    | 46    | 13    |
| Barcelona | 1976–77   | 14             | 0              | 0                     | 0                     | 5                    | 1                    | 19    | 1     |
| Barcelona | 1977–78   | 22             | 9              | 6                     | 5                     | 7                    | 4                    | 35    | 13    |
| Barcelona | 1978–79   | 24             | 4              | 1                     | 0                     | 7                    | 2                    | 32    | 6     |
| Barcelona | 1979–80   | 24             | 3              | 2                     | 0                     | 5                    | 3                    | 31    | 6     |
| Barcelona | 1980–81   | 8              | 0              | 4                     | 0                     | 2                    | 1                    | 14    | 1     |
| Barcelona | Total     | 328            | 81             | 58                    | 16                    | 63                   | 25                   | 449   | 122   |
| Total     | Total     | 328            | 81             | 58                    | 16                    | 63                   | 25                   | 471   | 125   |